# 何赋硕
何赋硕（1925年—），男，江苏灌云人，中华人民共和国政治人物，曾任徐州市人民政府市长，第六届全国人大代表。